# Noirs en France (documentaire)
Pour plus de détails, voir Fiche technique et Distribution.
Noirs en France est un documentaire d'Aurélia Perreau et Alain Mabanckou, avec la participation de Yannick Noah, Maïly Koudou, Maboula Soumahoro, Soprano, Ibrahima Bouillaud, Jean-Pascal Zadi, Pap Ndiaye, Kathy Laurent Pourcel, Karine Baste, Didier Vieillot et Laetitia Helouet, diffusé en janvier 2022 sur France 2.

## Synopsis
Six personnes noires témoignent de leurs histoires, entre préjugés et stéréotypes, espoir et fierté,.

## Fiche technique
- Titre original : Noirs en France
- Réalisation : Aurélia Perreau et Alain Mabanckou

## Reception
La critique est très positive. Le Point qualifie le file de « sensible et pédagogique » , tandis que Télérama trouve certains passages « éberluants ». Le film fait l'objet d'une analyse détaillée dans l'émissions Arrêt sur images, dans laquelle Aya Cissoko reproche à certains médias de se satisfaire que le film ne verse pas dans le propos « victimaire »: selon elle, « cette injonction à ne pas être des victimes balaie la responsabilité institutionnelle ».